# 昭和・平成 鉄道の時代
昭和・平成 鉄道の時代（しょうわ・へいせい てつどうのじだい）はCS放送テレ朝チャンネル2で放送されているテレビ番組。

## 概要
テレビ朝日の報道アーカイブから、貴重な鉄道映像を放送するオリジナル番組。2015年度に主に月2本のペースで新作を放送。
2016年度からは、編成の都合上放送しない月や、1本しか新作を放送しない月も生じ、#37を最後に通常版は1年以上放送が途絶えていたが#38 - 39が2018年3月に放送されることとなった。